# Ommatius coeraebus
Ommatius coeraebus là một loài ruồi trong họ Asilidae. Ommatius coeraebus được Walker miêu tả năm 1849.